# Amsterdamøya
Amsterdamøya (deutsch Amsterdaminsel, nicht zu verwechseln mit der Amsterdam-Insel im südlichen Indischen Ozean) ist eine unbewohnte Insel im äußersten Nordwesten des norwegischen Spitzbergen-Archipels und gehört zu Albert-I-Land. Im 17. Jahrhundert befand sich an ihrer Südostküste die damals bedeutendste niederländische Walfangstation Smeerenburg.

## Geographie
Die Insel hat einen annähernd dreieckigen Grundriss. Sie ist etwa acht Kilometer lang, maximal vier Kilometer breit, und 18,8 km² groß. Von der flachen Spitze im Südosten steigt das Land nach Westen sanft an, erreicht im Hollendarberget eine Höhe von 472 m und bricht dann in steilen Kliffs ab. Es gibt mehrere kleine Gletscher, wie den Annabreen und den Hiertabreen sowie einige Seen wie den Gjøavatnet im Nordwesten der Insel. Von der südlich gelegenen Insel Danskøya ist Amsterdamøya durch das Danskegattet (Dänentor) getrennt, von der Insel Spitzbergen durch den Smeerenburgfjord.
Die Kliffs des Søre Salatberget beherbergen eine Kolonie von Krabbentauchern und anderen Vögeln, die schon seit mindestens 500 Jahren besteht. Seinen Namen erhielt der Berg, nach dem hier wachsenden Echten Löffelkraut, das von den Walfängern Smeerenburgs als wirksames Mittel gegen den Skorbut verzehrt wurde.

## Geschichte

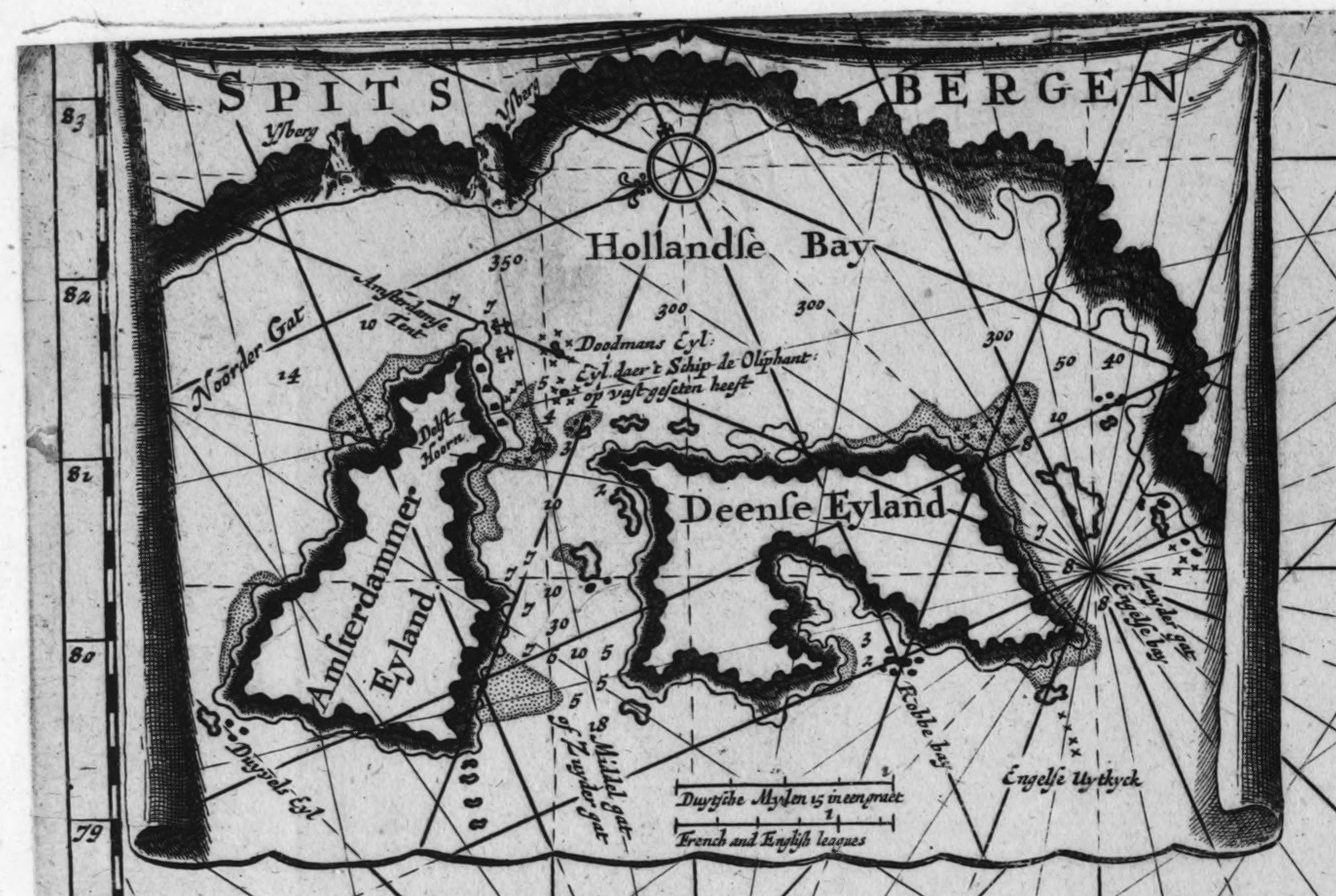
Karte 17. Jh.: Amſterdammer Eyland
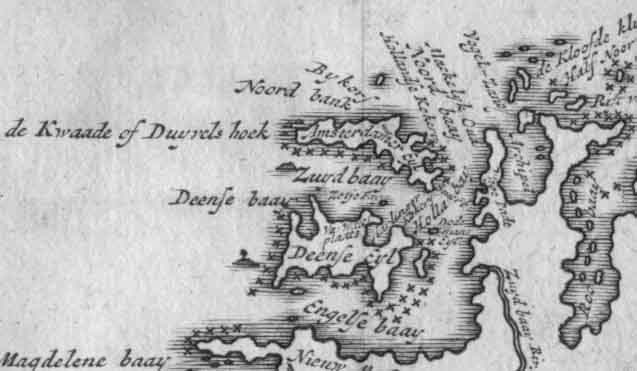
Niederländische Karte von 1720

Amsterdamøya wurde erstmals 1596 von Willem Barents gesichtet, als er auf der Suche nach der Nordostpassage Spitzbergen entdeckte. Ab 1614 nutzten niederländische Walfänger die Insel als Basis für die Jagd in den umliegenden Gewässern. Fünf Jahre später errichteten sie am südlichen Ufer Amsterdamøyas die ersten festen Gebäude der Walfangstation Smeerenburg, die die wichtigste in ganz Spitzbergen wurde. In ihrer Blütezeit in den 1630er Jahren bestand sie aus 17 Gebäuden. Acht Tranöfen wurden betrieben.
Nach einem Angriff baskischer Walfänger auf die niederländische Station auf der Insel Jan Mayen blieben im Winter 1633/34 jeweils sieben Männer sowohl auf Jan Mayen als auch auf Amsterdamøya, um die Stationen zu bewachen. Während auf Jan Mayen alle Männer am Skorbut starben, war die erste Überwinterung in Smeerenburg erfolgreich. Im Winter 1634/35 starb aber auch hier die gesamte Besatzung. Ab 1640 begann der Abstieg Smeerenburgs, weil in der Nähe der Küste keine Wale mehr zu finden waren. Etwa 1660 wurde Smeerenburg aufgegeben und dem Verfall überlassen. Der Hafen wurde nur noch gelegentlich von Schiffen aufgesucht.
Einige Entdecker und Forschungsreisende besuchten Amsterdamøya, so Constantine Phipps 1773, Joseph Paul Gaimard 1838 und Otto Torell 1858.
Seit 1973 gehört Amsterdamøya zum Nordvest-Spitsbergen-Nationalpark.